# Заслужений художник Республіки Крим
Заслужений художник Республіки Крим — російське почесне звання так званої «Республіки Крим», затверджене «Законом Республіки Крим „Про державні нагороди Республіки Крим“» від 9 липня 2014 року. Присвоюється Постановою Президії Державної Ради Республіки Крим діячам образотворчого мистецтва за заслуги у живописі, графіці, скульптурі, декоративно-ужитковому мистецтві, твори яких отримали високу оцінку.
Звання надається особам, які раніше були відзначені державними нагородами Російської Федерації, Республіки Крим, відзнаками Державної Ради Республіки Крим та її Президії, Ради міністрів Республіки Крим, Глави Республіки Крим, Голови Державної Ради Республіки Крим, Голови Ради міністрів Республіки Крим, нагородами органів місцевого самоврядування та іншими відомчими нагородами за трудові та творчі заслуги та професійну майстерність.
При поданні до присвоєння почесного звання до нагородного листа додається список створених творів образотворчого мистецтва. Стаж роботи в галузі не береться до уваги.

## Лауреати
| Прізвище, ім'я, по батькові      | Коротко про особу | № постанови | Дата присвоєння |
| -------------------------------- | --- | ----------- | --------------- |
| Хачатрян Артур Грачійович        | Член Спілки Кримських вірменських художників громадської організації «Регіональна вірменська національно-культурна автономія Республіки Крим». | п48-1/15    | 3 червня 2015   |
| Паршин Федір Геннадійович        | Художник-скульптор, керівник художньої майстерні ТОВ «Художній комбінат», Москва. | п116-1/15   | 29 жовтня 2015  |
| Норах Володимир Олександрович    | Скульптор, художник декоративно-ужиткового мистецтва, член Ялтинського міського відділення Всеросійської творчої громадської організації «Спілка художників Росії». | п160-1/16   | 19 січня 2016   |
| Веліуллаєв Ісмет Бекірович       | Художник, член Кримського республіканського відділення Всеросійської творчої громадської організації «Спілка художників Росії». | п236-1/16   | 11 травня 2016  |
| Третьяков Роман Павлович         | Художник, член Кримського республіканського відділення Всеросійської творчої громадської організації «Спілка художників Росії». | п258-1/16   | 2 червня 2016   |
| Алчієв Григорій Пантелійович     | Художник-живописець, член Ялтинського міського відділення Всеросійської творчої громадської організації «Спілка художників Росії». | п271-1/16   | 1 серпня 2016   |
| Балкінд Катерина Львівна         | Живописець, член Кримського республіканського відділення Всеросійської творчої громадської організації «Спілка художників Росії». | п271-1/16   | 1 серпня 2016   |
| Кудрявцев Віталій Пантелійович   | Живописець, член Кримського республіканського відділення Всеросійської творчої громадської організації «Спілка художників Росії». | п271-1/16   | 1 серпня 2016   |
| Рустамов Арсен Абрарович         | Художник-живописець, монументаліст, член Кримського республіканського відділення Всеросійської творчої громадської організації «Спілка художників Росії». | п271-1/16   | 1 серпня 2016   |
| Калюжна Анастасія Миколаївна     | Художник, член Кримського республіканського відділення Всеросійської творчої громадської організації «Спілка художників Росії». | п280-1/16   | 9 вересня 2016  |
| Ісламов Мехті Мустафаєвич        | Головний художник ТОВ «Дюльбер», Сімферополь. | п417-1/17   | 10 квітня 2017  |
| Смирнов Олександр Валентинович   | Живописець, член Кримського республіканського відділення Всеросійської творчої громадської організації «Спілка художників Росії». | п516-1/17   | 30 жовтня 2017  |
| Капітонов Сергій Борисович       | Художник-ювелір, член Кримського республіканського відділення Всеросійської творчої громадської організації «Спілка художників Росії». | п562-1/17   | 5 грудня 2017   |
| Каракуль Ольга Анатоліївна       | Художник декоративно-прикладного мистецтва Кримського республіканського відділення Всеросійської творчої громадської організації «Спілка художників Росії», Керч. | п612-1/18   | 28 лютого 2018  |
| Сейдаметов Асан Ебазерович       | Живописець, член Кримського республіканського відділення Всеросійської творчої громадської організації «Спілка художників Росії», Бахчисарайський район. | п614-1/18   | 28 лютого 2018  |
| Бочаров Сергій Петрович          | Художник ТОВ «ЯлтаЖилБуд». | п862-1/19   | 14 травня 2019  |
| Каракуль Іван Іванович           | Художник-живописець Кримського республіканського відділення Всеросійської творчої громадської організації «Спілка художників Росії», Керч | п872-1/19   | 10 червня 2019  |
| Марманов Роман Петрович          | Художник, старший викладач кафедри дизайну факультету мистецтв Державного бюджетного освітнього закладу вищої освіти Республіки Крим «Кримський університет культури, мистецтв і туризму».                                                                                     | п872-1/19   | 10 червня 2019  |
| Нікітін Сергій Олексійович       | Художник-скульптор Кримського республіканського відділення Всеросійської творчої громадської організації «Спілка художників Росії», Сімферополь. | п872-1/19   | 10 червня 2019  |
| Кудрявцев Іван Іванович          | Художник, дизайнер, викладач муніципального бюджетного закладу додаткової освіти «Євпаторійська дитяча художня школа імені Юрія Волкова». | п29-2/19    | 5 грудня 2019   |
| Лисенко Григорій Альбертович     | Художник-скульптор, член Ялтинського міського відділення Всеросійської творчої громадської організації «Спілка художників Росії». | п93-2/20    | 24 березня 2020 |
| Кропко Олександр Петрович        | Художник-графік, архітектор, член Кримського республіканського відділення Всеросійської творчої громадської організації «Спілка художників Росії», Сімферополь. | п122-2/20   | 11 червня 2020  |
| Перевозчиков Валентин Михайлович | Художник, член громадської організації «Регіональна німецька національнокультурна автономія Республіки Крим». | п350-2/21   | 20 вересня 2021 |
| Жаров Михайло В'ячеславович      | Член Кримського республіканського відділення Всеросійської творчої громадської організації «Спілка художників Росії», викладач спеціальних дисциплін Державної бюджетної професійної освітньої установи Республіки Крим «Кримського художнього училища імені Миколи Самокиша». | п32-3/24    | 29 жовтня 2024  |
| Щесняк Віктор Петрович           | Художник-живописець, член Кримського республіканського відділення Всеросійської творчої громадської організації «Спілка художників Росії», Керч. | п69-3/24    | 3 грудня 2024   |